# Établissement public territorial Grand-Orly Seine Bièvre
L'établissement public territorial Grand-Orly Seine Bièvre (ou EPT GOSB ou T12) est une structure intercommunale française, créée le 1er janvier 2016 dans le cadre de la mise en place de la métropole du Grand Paris et située dans les départements du Val-de-Marne et de l'Essonne, en région Île-de-France.

## Historique
Dans le cadre de la mise en place de la métropole du Grand Paris, la loi portant nouvelle organisation territoriale de la République du 7 août 2015 (Loi NOTRe) prévoit la création d'établissements publics territoriaux (EPT), qui regroupent l'ensemble des communes de la métropole à l'exception de Paris, et assurent des fonctions de proximité en matière de politique de la ville, d'équipements culturels, socioculturels, socio-éducatifs et sportifs, d'eau et assainissement, de gestion des déchets ménagers et d'action sociale. Les EPT exercent également les compétences que les communes avaient transférées aux intercommunalités supprimées.
L'EPT provisoirement dénommé « T12 » est créé par un décret du 11 décembre 2015, et succède à plusieurs intercommunalités :
- Communauté d'agglomération Seine Amont, avec les 3 communes d'Ivry-sur-Seine, Choisy-le-Roi et Vitry-sur-Seine.
- Communauté d'agglomération Les Portes de l'Essonne, avec les 5 communes d'Athis-Mons, Juvisy-sur-Orge, Morangis, Paray-Vieille-Poste et Savigny-sur-Orge.
- Communauté d'agglomération Les Lacs de l'Essonne[3], avec 2 communes (Grigny et Viry-Châtillon) ; seule Viry-Châtillon intègre l'EPT 12, Grigny rejoignant la communauté d'agglomération Grand Paris Sud Seine Essonne Sénart (GPS).
- Communauté d'agglomération de Val de Bièvre, avec les 7 communes d'Arcueil, Cachan, Fresnes, Gentilly, L'Haÿ-les-Roses, Le Kremlin-Bicêtre et Villejuif.

Le territoire regroupe également 8 villes qui n'étaient membres d'aucune intercommunalité : Ablon-sur-Seine, Chevilly-Larue, Orly, Rungis, Thiais, Valenton, Villeneuve-le-Roi, Villeneuve-Saint-Georges.
Onze communes de droite ont contesté en justice la composition du territoire, critiquant le rattachement des communes à direction PCF de Valenton et Villeneuve-Saint-Georges

## Toponymie
Le nom de l'établissement public territorial a été adopté lors du conseil territorial du 26 septembre 2016.

## Territoire de l'établissement

### Liste des communes
L'établissement regroupe en 2020 les 24 communes suivantes :

| Nom                      | Code Insee | Gentilé      | Superficie (km2) | Population (dernière pop. légale) | Densité (hab./km2) |
| ------------------------ | ---------- | ------------ | ---------------- | --------------------------------- | ------------------ |
| Vitry-sur-Seine (siège)  | 94081      | Vitriots     | 11,67            | 95 282 (2022)                     | 8 165              |
| Ablon-sur-Seine          | 94001      | Ablonais     | 1,11             | 6 029 (2022)                      | 5 432              |
| Arcueil                  | 94003      | Arcueillais  | 2,33             | 21 868 (2022)                     | 9 385              |
| Athis-Mons               | 91027      | Athégiens    | 8,56             | 36 451 (2022)                     | 4 258              |
| Cachan                   | 94016      | Cachanais    | 2,74             | 30 526 (2022)                     | 11 141             |
| Chevilly-Larue           | 94021      | Chevillais   | 4,22             | 19 813 (2022)                     | 4 695              |
| Choisy-le-Roi            | 94022      | Choisyens    | 5,43             | 46 122 (2022)                     | 8 494              |
| Fresnes                  | 94034      | Fresnois     | 3,56             | 29 298 (2022)                     | 8 230              |
| Gentilly                 | 94037      | Gentilléens  | 1,18             | 18 883 (2022)                     | 16 003             |
| Ivry-sur-Seine           | 94041      | Ivryens      | 6,1              | 64 526 (2022)                     | 10 578             |
| Juvisy-sur-Orge          | 91326      | Juvisiens    | 2,24             | 18 978 (2022)                     | 8 472              |
| Le Kremlin-Bicêtre       | 94043      | Kremlinois   | 1,54             | 23 678 (2022)                     | 15 375             |
| L'Haÿ-les-Roses          | 94038      | L'Haÿssiens  | 3,9              | 31 338 (2022)                     | 8 035              |
| Morangis                 | 91432      | Morangissois | 4,8              | 13 773 (2022)                     | 2 869              |
| Orly                     | 94054      | Orlysiens    | 6,69             | 24 488 (2022)                     | 3 660              |
| Paray-Vieille-Poste      | 91479      | Paraysiens   | 6,14             | 7 956 (2022)                      | 1 296              |
| Rungis                   | 94065      | Rungissois   | 4,2              | 5 669 (2022)                      | 1 350              |
| Savigny-sur-Orge         | 91589      | Saviniens    | 6,97             | 37 775 (2022)                     | 5 420              |
| Thiais                   | 94073      | Thiaisiens   | 6,43             | 32 006 (2022)                     | 4 978              |
| Valenton                 | 94074      | Valentonais  | 5,31             | 14 453 (2022)                     | 2 722              |
| Villejuif                | 94076      | Villejuifois | 5,34             | 58 142 (2022)                     | 10 888             |
| Villeneuve-le-Roi        | 94077      | Villeneuvois | 8,4              | 20 871 (2022)                     | 2 485              |
| Villeneuve-Saint-Georges | 94078      | Villeneuvois | 8,75             | 36 170 (2022)                     | 4 134              |
| Viry-Châtillon           | 91687      | Castelvirois | 6,07             | 31 112 (2022)                     | 5 126              |

## Démographie
| 2014    | 2015    | 2016    | 2018    | 2021    |
| ------- | ------- | ------- | ------- | ------- |
| 686 417 | 692 061 | 696 430 | 710 962 | 722 579 |

## Organisation

### Siège
Le siège juridique de l'établissement est à Vitry-sur-Seine, 2 avenue Youri-Gagarine,. 
Toutefois, en décembre 2018, l'EPT a aménagé ses bureaux dans l’immeuble Askia situé à Cœur d’Orly, le quartier d'affaires de l'aéroport de Paris-Orly, sur la commune de Paray-Vieille-Poste, afin de lui permettre de regrouper les agents transférés, des communes ou des anciennes intercommunalités, ou recrutés,.

### Élus
Le conseil de l'EPT est constitué de 102 conseillers territoriaux désignés par les conseils municipaux des villes membres (Les conseillers métropolitains y siègent de droit, rejoints par les autres conseillers territoriaux élus).
Le conseil de territoire du 12 janvier 2016, a élu son premier président, Michel Leprêtre, maire-adjoint de Vitry-sur-Seine, ainsi que ses 18 vice-présidents. Ensemble, ils forment le bureau de l'établissement pour la mandature 2016-2020.
Le conseil de territoire du 15 juillet 2020 a réélu Michel Leprêtre président, ainsi que ses 20 vice-présidents.
| Nombre de conseillers | Communes                                                                 |
| --------------------- | ------------------------------------------------------------------------ |
| 14                    | Vitry-sur-Seine                                                          |
| 7                     | Choisy-le-Roi, Ivry-sur-Seine, Villejuif                                 |
| 5                     | Savigny-sur-Orge, Villeneuve-Saint-Georges                               |
| 4                     | Athis-Mons, Fresnes, Le Kremlin-Bicêtre, L'Haÿ-les-Roses, Thiais         |
| 3                     | Arcueil, Cachan, Chevilly-Larue, Orly, Villeneuve-le-Roi, Viry-Châtillon |
| 2                     | Gentilly, Juvisy-sur-Orge                                                |
| 1                     | Ablon-sur-Seine, Morangis, Paray-Vieille-Poste, Rungis, Valenton         |

### Liste des présidents
| Période         | Période                       | Identité        | Étiquette | Qualité |
| --------------- | ----------------------------- | --------------- | --------- | --- |
| 12 janvier 2016 | En cours (au 24 janvier 2016) | Michel Leprêtre | PCF       | Maire-adjoint de Vitry-sur-Seine Vice-président de la métropole du Grand Paris (2016 → ) Président de l'ex-CA Seine Amont (2015 → 2015) |

### Compétences
L'établissement public territorial exerce les compétences qui lui sont assignées par la loi, et qui relèvent essentiellement de la politique de la ville, de la construction et de la gestion d'équipements culturels, socioculturels, socio-éducatifs et sportifs d'intérêt territorial, de l'assainissement et de l'eau, de la gestion des déchets ménagers et assimilés et de l'action sociale d'intérêt territorial. Il a également la charge d'élaborer un plan local d'urbanisme intercommunal (PLUI).
La collecte des déchets ménagers est gérée par l’établissement public en propre ou via des prestataires privés, le traitement étant lui géré par le SIREDOM et le SYCTOM. 
Il exerce également les compétences qui avaient été transférées par les villes au bénéfice des EPCI supprimés lors de sa création. Les compétences exercées par l'EPT à ce titre sont donc différentes selon les communes, en fonction de l'EPCI auquel elles appartenaient avant le 1er janvier 2016.
L'EPT pourra, dans ses deux premières années d’existence, décider de restituer certaines de ces compétences aux communes afin d'unifier ses responsabilités pour l'ensemble des communes membres.

### Régime fiscal et budget
L'EPT est un EPCI sans fiscalité propre, c'est-à-dire que ses ressources proviennent essentiellement d'autres collectivités.
Les ressources de l'EPT varient selon la période : 
- Au cours de la première phase, qui s’étend du 1er janvier 2016 au 31 décembre 2020, les EPT perçoivent néanmoins la cotisation foncière des entreprises (CFE), l'une des composantes de la fiscalité économique des entreprises.
- À compter du 1er janvier 2021, l’ensemble de la contribution économique territoriale est perçu par la MGP, modifiant ainsi le financement des EPT, qui seront alors financés entièrement par contribution des communes membres.

L'EPT collecte également la taxe d'enlèvement des ordures ménagères (TEOM), qui finance ce service public.

### Effectifs
En 2017, l'EPT est l'employeur de 1 300 agents qui lui ont été, pour l'essentiel, transférés par les communes membres ou qu'il a recrutés afin d'exercer ses compétences.

## Projets et réalisations
Grand-Orly Seine Bièvre pilote, accompagne ou participe à la réalisation de grands projets en matière d'aménagement, d'environnement et de mobilité.

### Aménagement
Grand-Orly Seine Bièvre est le territoire au plus fort potentiel de développement de la Métropole, et l’un des plus importants en matière d’investissements. Nombre de grands projets d’aménagements économiques, mixtes pour certains (logements et activités), y sont d’ores et déjà programmés ou en cours de réalisation.
- Écoquartier Les Portes d'Orly
- Cité de la gastronomie Paris-Rungis[14].
- Le Lugo à Choisy-le-Roi
- Quartier du Port à Choisy-le-Roi
- Gagarine-Truillot, déconstruction de la cité Gagarine[15]
- Ivry Confluences
- Cœur d'Orly[16]
- Sénia
- Campus Grand Parc
- Centre ancien de Villeneuve-Saint-Georges
- Villeneuve-Triage
- Domaine Chérioux
- Gare des Ardoines
- ZAC Rouget de Lisle
- ZAC Grand-Vaux - Grand-Val[17]
- ZAC Cœur de ville – Gare[18]

### Environnement
- Plan Climat Air Energie Territorial (PCAET)
- Réduction des déchets
- Renaissance de la Bièvre à Arcueil et Gentilly
- Restauration de la plaine inondable de l'Yerres à Villeneuve-Saint-Georges

### Mobilité
- Grand Pôle Intermodal à Juvisy-sur-Orge
- Prolongement de la ligne 14 du métro
- Ligne 15 sud du Grand Paris Express
- Ligne 18 du Grand Paris Express
- Massy - Evry-Courcouronnes

### Culture
Sur le plan culturel, l'EPT gère entre autres un réseau de douze conservatoires à rayonnement (inter-)communal disséminés sur le territoire:
- Conservatoire d'Arcueil (musique)
- Conservatoire des Portes de l'Essonne (musique, danse, théâtre) déployé sur les sites Marius Constant à Juvisy-sur-Orge et Maurice Ravel à Athis-Mons
- Conservatoire de Cachan (musique, danse, théâtre)
- Conservatoire de Fresnes (musique, théâtre)
- Conservatoire de Gentilly (musique, danse, théâtre)
- Conservatoire du Kremlin-Bicêtre (musique, danse, théâtre)
- Conservatoire de L'Haÿ-les-Roses (musique)
- Conservatoire de Savigny-sur-Orge (musique, danse, théâtre)
- Conservatoire de Villejuif (deux établissements distincts pour la danse et la musique)
- Conservatoire de Villeneuve-Saint-Georges (musique, danse, théâtre)
- Conservatoire de Viry-Châtillon (musique, danse, théâtre, arts plastiques)